# Welkenbach
Welkenbach ist eine Ortsgemeinde im Westerwaldkreis in Rheinland-Pfalz. Sie gehört der Verbandsgemeinde Hachenburg an.

## Geographische Lage
Die 308 m hoch gelegene Gemeinde liegt im Westerwald zwischen Limburg an der Lahn und Siegen. Welkenbach ist im Westen und im Süden vom Wahlroder Wald umgeben.
Zu Welkenbach gehören auch die Wohnplätze „Grube Eiskeller“ und „Jagdhaus auf der Halde“.
Nachbarorte sind Wahlrod und Winkelbach im Norden, Höchstenbach im Westen und Roßbach im Südwesten des Ortes.

## Geschichte
Ausgehend vom Ortsnamen mit der Endung „-rod“ könnte die Entstehung des Dorfes bereits um 900 als einer der damaligen Rodungsorte im Engersgau erfolgt sein. Gesichert wird Welkenbach erstmals in einer undatierten Urkunde als Welkemerode erwähnt, in der die 1294 stattgefundene Aufteilung der Grafschaft Sayn zwischen den Brüdern Johann II. von Sayn und Engelbert I. dokumentiert wurde. Im Zusammenhang mit der Zuordnung des Banns Maxsain wird ein Theodor von Welkemerode und dessen Kinder erwähnt. Die Urkunde wird üblicherweise auf das Jahr 1315 datiert (woran sich auch die 700-Jahr-Feier der Gemeinde im Jahr 2015 orientierte), andere Einschätzungen nennen einen möglichen Entstehungszeitraum des Dokuments zwischen 1283 und 1324 mit einer höheren Wahrscheinlichkeit für das Jahr 1294. Nach der Erstnennung finden sich zunächst verschiedene Schreibweisen des Ortsnamens, darunter Wilkenrode (1436), Welckeneroide (1486), Welkenbach (erstmals 1530), Welckmerait (1557) und Welkennich (1589), bis sich der heutige Name durchsetzte.
Nach seiner Ersterwähnung fiel Welkenbach, das ein Lehen des Erzbischofs von Köln war, an die Grafschaft Wied. Im 15. Jahrhundert nahm der Einfluss der Grafschaft Sayn zu, schließlich fiel der Ort 1484 als Teil des Kirchspiels Höchstenbach im Rahmen einer Heirat wieder an die Grafschaft Sayn. Nach dem Dreißigjährigen Krieg endete die Lehnsherrschaft der Kölner Erzbischöfe, Sayn wurde eine Reichsgrafschaft. Bis zum Ende des 18. Jahrhunderts gehörte Welkenbach nun durch Erbteilungen zu verschiedenen Teilgrafschaften Sayns. Nach dem Tod des letzten Burggrafen von Sayn fiel Welkenbach durch Erbschaft an den Fürsten Friedrich Wilhelm von Nassau-Weilburg und gehörte damit ab 1806 zum neu gebildeten Herzogtum Nassau, zugeordnet dem Amt Hachenburg. Nach seinem Sieg im Deutschen Krieg erfolgte die Annexion des Herzogtums durch das Königreich Preußen. Welkenbach wurde 1867 innerhalb des preußischen Regierungsbezirks Wiesbaden dem neu gebildeten Oberwesterwaldkreis zugeordnet.
Neben der Land- und Forstwirtschaft hatte im 19. und 20. Jahrhundert auch der Bergbau in Welkenbach an Bedeutung gewonnen. Die Gewinnung von Eisen- und Manganerz wurde 1875 an die Gutehoffnungshütte in Oberhausen verliehen, die eingerichtete Grube wurde jedoch 1939/40 geschlossen. In der Gemarkung finden sich noch ehemalige Basalt- und Quarzitgruben (im Wahlroder Wald) und im Norden die Eisengrube (Eiskeller), an der Teile der Verladebrücke noch zu erkennen sind.
Der Zweite Weltkrieg endete für Welkenbach am Morgen des 27. März 1945 mit der Besetzung durch amerikanische Truppen. Nach dem Krieg wurde der Ort der französischen Besatzungszone zugeteilt und nachfolgend Teil des neu gebildeten Landes Rheinland-Pfalz. Durch Fusion von Ober- und Unterwesterwaldkreis entstand 1974 der Westerwaldkreis, dem Welkenbach seitdem innerhalb der 1972 gebildeten Verbandsgemeinde Hachenburg zugeordnet ist.
Der Dorfladen von Welkenbach schloss im Jahre 1970. Die 1949 errichtete ehemalige Dreschhalle wurde 1981 zu einem Dorfgemeinschaftshaus umgebaut und 1995 nochmals erweitert. Auch ein Feuerwehrhaus wurde 1984/85 angebaut. Der Dorfplatz, traditionelles Zentrum des Dorflebens und Bornenkammer oder Brunnenplatz genannt, wurde 1996 neu gepflastert und ein neuer Basaltbrunnen gesetzt. Das 1895 an der Stelle eines früheren Backes errichtete neue Gebäude wurde 1996/97 saniert und ist seitdem immer wieder im gemeinschaftlichen Gebrauch. Das einzige Gasthaus von Welkenbach ist geschlossen, seitdem der letzten Wirt Helmut Müller im Jahr 2012 verstarb.
Bevölkerungsentwicklung
Die Entwicklung der Einwohnerzahl von Welkenbach, die Werte von 1871 bis 1987 beruhen auf Volkszählungen:
| Jahr | Einwohner |
| ---- | --------- |
| 1815 | 95        |
| 1835 | 118       |
| 1871 | 113       |
| 1905 | 120       |
| 1939 | 110       |
| 1950 | 131       |

| Jahr | Einwohner |
| ---- | --------- |
| 1961 | 145       |
| 1970 | 155       |
| 1987 | 147       |
| 1997 | 162       |
| 2005 | 152       |
| 2017 | 141       |

## Politik

### Bürgermeister
Matthias Becker wurde 2004 Ortsbürgermeister von Welkenbach. Bei der Direktwahl am 26. Mai 2019 wurde er mit einem Stimmenanteil von 82,61 % für weitere fünf Jahre in seinem Amt bestätigt. Er wurde im Juni 2024 wiedergewählt.
Beckers Vorgänger Walter Göbler hatte das Amt von 1970 bis 2004 ausgeübt.

### Wappen
| Wappen von Welkenbach | Blasonierung: „Unter silbernerem Schildhaupt, darin schwarzer Hammer und Schlägel gekreuzt, schräglinks geteilt durch einen silbernen Wellenbalken; vorne in Rot ein silbernes Eichenblatt mit zwei Eicheln, hinten in Grün eine silberne Rodehacke.“ |
| Wappen von Welkenbach | Wappenbegründung: Im seit 1992 geführten Wappen erinnern Hammer und Schlägel an den ehemaligen Bergbau, das Eichenblatt an den hohen Waldanteil der Gemarkung, der Wellenbalken an den Welkenbach, nach dem sich die Gemeinde benannte, und die Hacke an den Ursprung als Rodungsort sowie die Bedeutung der Land- und Forstwirtschaft. Diese war auch für die Wahl der Farbe Grün ausschlaggebend, während die rote Farbe an die lange Zugehörigkeit zur Grafschaft Sayn erinnert, da das Wappen der Grafen einen goldenen Leoparden auf rotem Feld zeigte. |

## Verkehr
Die Ortsgemeinde liegt westlich der Bundesstraße 8, die von Limburg an der Lahn nach Siegburg führt. Die nächsten Autobahnanschlussstellen sind in Dierdorf oder Neuwied an der A 3 (Köln–Frankfurt am Main). Der nächstgelegene ICE-Halt ist der Bahnhof Montabaur an der Schnellfahrstrecke Köln–Rhein/Main.